# Sarah Gadon

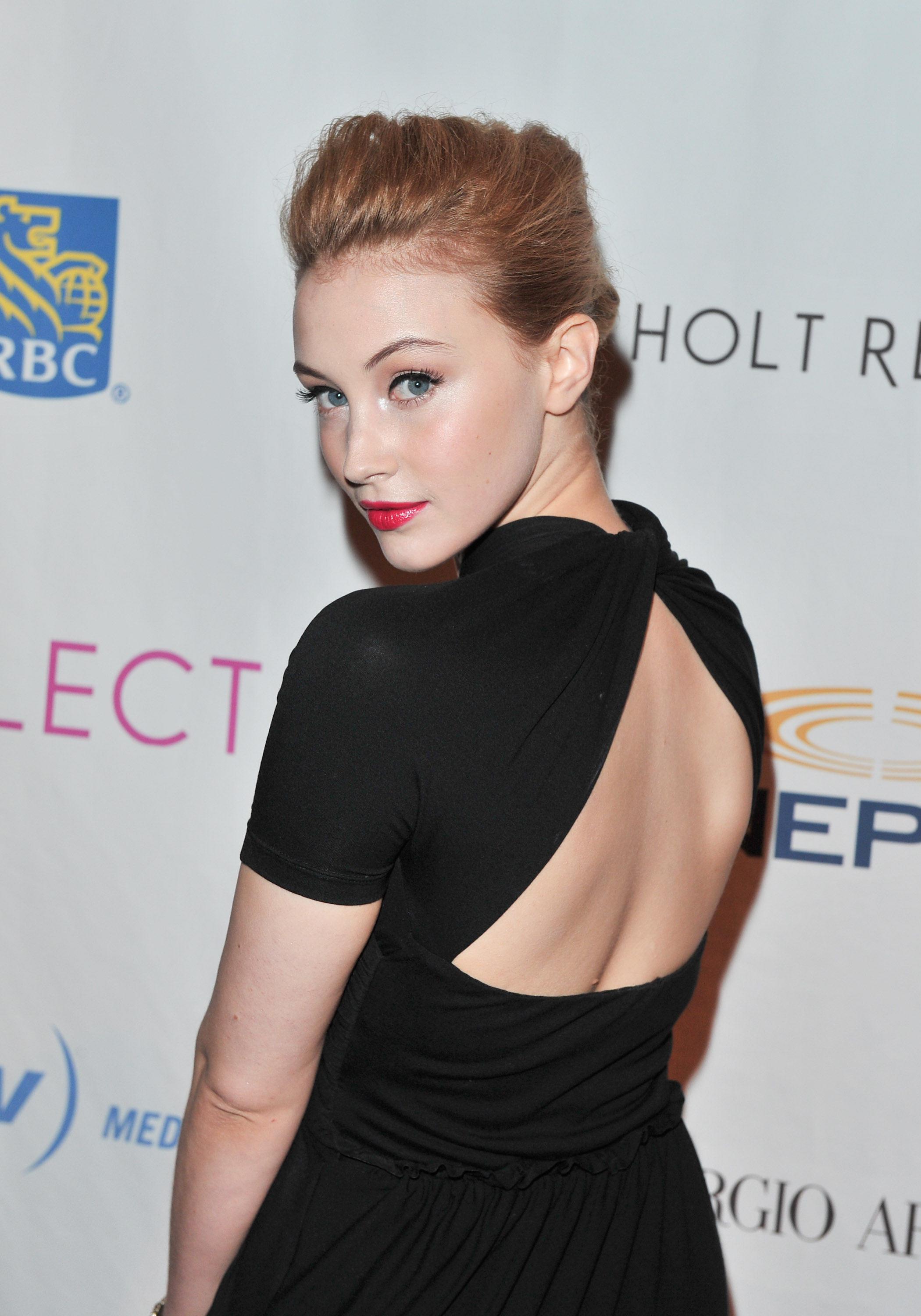
Gadon na TIFF 2012

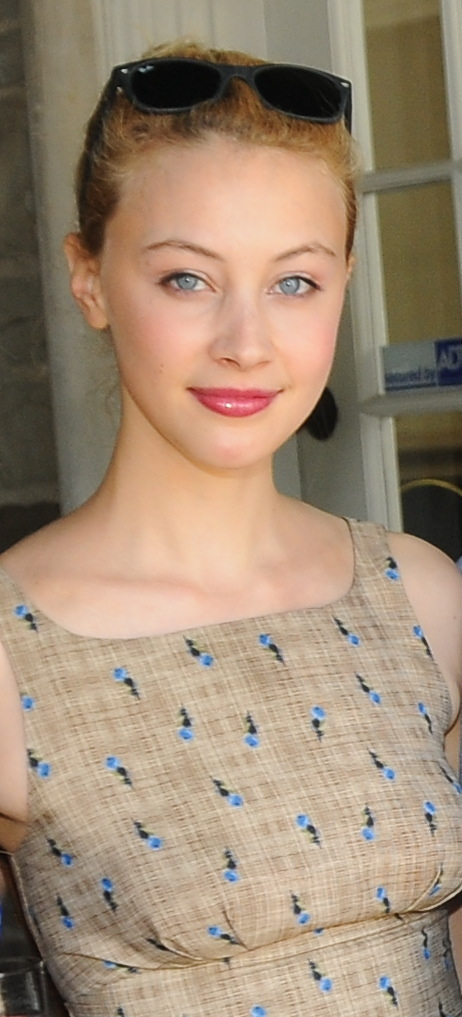
Sarah Gadon (2011)

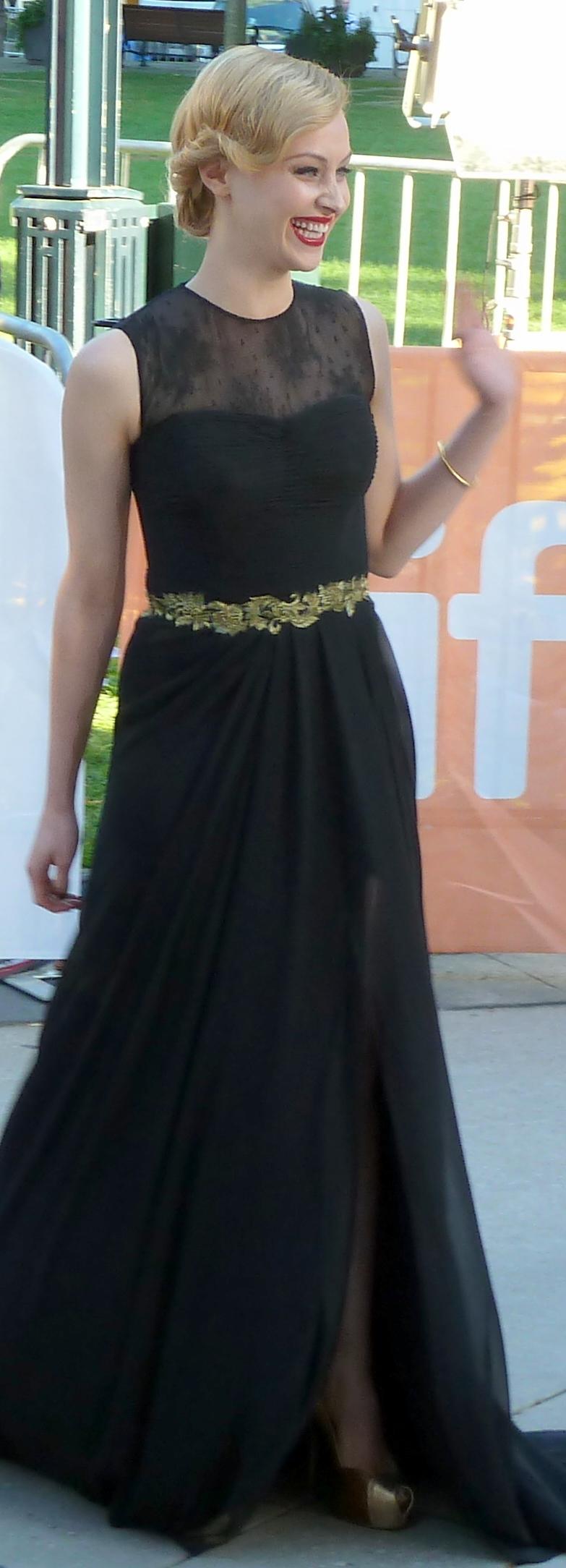
Sarah na premierze filmu Niebezpieczna metoda

Sarah Lynn Gadon (ur. 4 kwietnia 1987 w Toronto) – kanadyjska aktorka filmowa i telewizyjna.
Znana ze współpracy z reżyserem Davidem Cronenbergiem. Wystąpiła w jego filmach Niebezpieczna metoda (2011), Cosmopolis (2012) i Mapy gwiazd (2014).
Zasiadała w jury konkursu głównego na 78. MFF w Wenecji (2021).

## Życiorys

### Wczesne role
W latach 1998–2010 wystąpiła gościnnie w licznych serialach, m.in. Czy boisz się ciemności?, Mroczna przepowiednia, Doc, In a Heartbeat, Nikita, Derek kontra rodzinka i Mutant X. Użyczyła również głosu w kilku produkcjach, np. Ruby Gloom, Totalna Porażka.

### Współpraca z Cronenbergiem
Gadon rozpoczęła współpracę z Davidem Cronenbergiem filmem Niebezpieczna metoda z 2011 roku. Zagrała także w kolejnych – Cosmopolis, Wróg i Mapy gwiazd, które pojawiały się rokrocznie. Poza tym pojawiła się także w filmie wyreżyserowanym przez jego syna, Brandona, zatytułowanym Antiviral.

## Filmografia

### Filmy
| Rok  | Tytuł                                             | Rola                       | Uwagi           |
| ---- | ------------------------------------------------- | -------------------------- | --------------- |
| 2003 | Fast Food High                                    | Zoe                        |                 |
| 2004 | Siblings                                          | Margaret                   |                 |
| 2007 | Charlie Bartlett                                  | Priscilla                  |                 |
| 2007 | Burgeon and Fade                                  | Haley                      | krótkometrażowy |
| 2008 | Orange Avenue                                     | Julia MacMillan            | krótkometrażowy |
| 2008 | Spolitation                                       | Gabriella                  | krótkometrażowy |
| 2009 | Leslie, My Name Is Evil                           | Laura                      |                 |
| 2011 | Internat                                          | Lucy Blake                 |                 |
| 2011 | Niebezpieczna metoda                              | Emma Jung                  |                 |
| 2011 | Dom snów                                          | Cindi                      |                 |
| 2012 | Bear Hug                                          | Madison                    | krótkometrażowy |
| 2012 | Antiviral                                         | Hannah Geist               |                 |
| 2012 | Cosmopolis                                        | Elise Shifrin              |                 |
| 2012 | Yellow Fish                                       | Cait                       | krótkometrażowy |
| 2013 | Wróg                                              | Helen St. Claire           |                 |
| 2013 | Słowo na M (What If)                              | Megan                      |                 |
| 2013 | Belle                                             | lady Elizabeth Murray      |                 |
| 2014 | Gang Wiewióra                                     | Lana                       | rola głosowa    |
| 2014 | Niesamowity Spider-Man 2                          | Kari                       |                 |
| 2014 | Mapy gwiazd                                       | Clarice Taggart            |                 |
| 2014 | Dracula: Historia nieznana                        | Mirena Țepeș / Mina Harker |                 |
| 2015 | Dziewczyna, która została królem                  | Ebba Sparre                |                 |
| 2015 | Randka z królową                                  | księżniczka Elżbieta       |                 |
| 2016 | Wzburzenie - Opowieść o dojrzewaniu (Indignation) | Olivia Hutton              |                 |
| 2016 | 9 życie Louisa Draxa                              | Natalie                    |                 |
| 2018 | The Death and Life of John F. Donovan             | Liz Jones                  |                 |
| 2018 | Octavio Is Dead!                                  | Tyler                      |                 |
| 2018 | La grande noirceur                                | Helen                      |                 |
| 2019 | American Woman                                    | Pauline                    |                 |
| 2020 | Czarny niedźwiedź                                 | Blair                      |                 |
| 2020 | Wampiry kontra Bronx                              | Vivian                     |                 |
| 2021 | All My Puny Sorrows                               | Elf                        |                 |
| 2022 | The Northwoods                                    | Sonya                      |                 |
| 2022 | Sekretny gabinet (Corner Office)                  | Alyssa                     |                 |
| 2022 | North of Normal                                   | Michelle Person            |                 |
| 2023 | Ferrari                                           | Linda Christian            |                 |
| 2023 | Seagrass                                          | Carol                      |                 |
| 2023 | Kuchenna rewolucja (Coup!)                        | Julie                      |                 |
| 2024 | You Gotta Believe                                 | Patti Ratliff              |                 |

### Telewizja
| Rok       | Tytuł                              | Rola                            | Uwagi                       |
| --------- | ---------------------------------- | ------------------------------- | --------------------------- |
| 1998      | Nikita                             | Julia                           | 1 odcinek                   |
| 1999      | Are You Afraid of the Dark?        | Monica                          | 1 odc.                      |
| 2000      | Twice in a Lifetime                | młoda Laura Burnham             | 1 odc.                      |
| 2000      | Moje drugie ja                     | Heather                         | film TV                     |
| 2000      | In a Heartbeat                     | Jennifer                        | 2 odc.                      |
| 2000      | Mattimeo: A Tale of Redwall        | Cynthia Vole / Tess Churchmouse | głos; 13 odc.               |
| 2001      | What Girls Learn                   | Samantha                        | film TV                     |
| 2002      | Mutant X                           | Catherine Hartman               | 1 odc.                      |
| 2002      | Kadet Kelly                        | Amanda                          | film TV                     |
| 2002      | Tego już za wiele                  | Jessica Harris                  | film TV                     |
| 2002      | The Strange Legacy of Cameron Cruz | Lucy Montgomery                 | film TV                     |
| 2002      | Society's Child                    | Nikki Best                      | głos; film TV               |
| 2003      | Doc                                | Terri Lewis                     | 1 odc.                      |
| 2003      | My Dad the Rock Star               | Alyssa                          | głos; 26 odc.               |
| 2004      | This Is Wonderland                 | Zoe Kelsey                      | 1 odc.                      |
| 2004      | Mroczna przepowiednia              | Claudia                         | 1 odc.                      |
| 2004–2005 | The Eleventh Hour                  | Cassie Redner                   | 2 odc.                      |
| 2005      | Time Warp Trio                     | Jodie                           | głos                        |
| 2005      | Derek kontra rodzinka              | Vicki                           | 1 odc.                      |
| 2005      | Code Breakers                      | Julia Nolan                     | film TV                     |
| 2006–2007 | Ruby Gloom                         | Ruby Gloom                      | głos; główna rola (40 odc.) |
| 2007–2009 | Friends and Heroes                 | Portia                          | głos; główna rola (35 odc.) |
| 2007–2010 | Totalna Porażka                    | Beth                            | głos; główna rola (47 odc.) |
| 2008      | Na ostrzu: Goniąc marzenia         | Celeste Mercier                 | film TV                     |
| 2008      | Punkt krytyczny                    | Tasha Redford                   | 1 odc.                      |
| 2008–2009 | The Border                         | Zoe Kessler                     | 14 odc.                     |
| 2009      | Aaron Stone                        | dr Martin                       | 1 odc.                      |
| 2009      | Być jak Erica                      | Katie Atkins                    | 14 odc.                     |
| 2009–2011 | Detektyw Murdoch                   | Ruby Ogden                      | 4 odc.                      |
| 2010      | Happy Town                         | Georgia Bravin                  | główna rola (8 odc.)        |
| 2010      | The Dating Guy                     | Darlene                         | głos; 1 odc.                |
| 2012      | Świat bez końca                    | Philippa                        | miniserial                  |
| 2016      | Man Seeking Woman                  | Kelly                           | 1 odc.                      |
| 2016      | 22.11.63                           | Sadie Dunhill                   | główna rola (8 odc.)        |
| 2017      | Grace i Grace                      | Grace Marks                     | miniserial; gł. rola        |
| 2017–2018 | Letterkenny                        | Gae                             | 10 odc.                     |
| 2018–2022 | Totalna Porażka: Przedszkolaki     | Beth                            | głos; 24 odc.               |
| 2019      | Detektyw                           | Elisa Montgomery                | 7 odc.                      |
| 2019      | Castle Rock                        | Rita K. Green                   | 2 odc.                      |
| 2020      | Most Dangerous Game                | Val                             | 15 odc.                     |